# Vrbas (miasto)

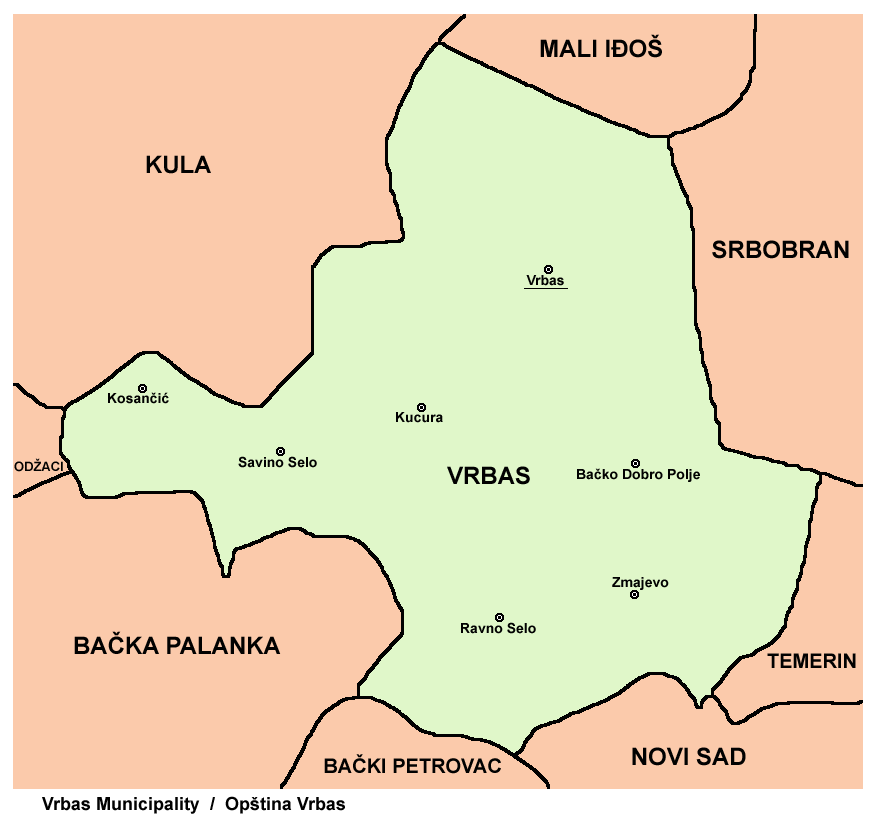

Vrbas (serb. Врбас, rus. Вербас, Werbas, węg. Verbász) – miasto w Serbii, w Wojwodinie, w okręgu południowobackim, siedziba gminy Vrbas. W 2011 roku liczyło 24 112 mieszkańców.
W mieście rozwinął się przemysł spożywczy, włókienniczy oraz meblarski.